# Raphaël Doan
 (novembre 2023).
Raphaël Doan, né le 12 avril 1993 à Saint-Germain-en-Laye (Yvelines), est un essayiste et haut fonctionnaire français. Agrégé de lettres classiques, il est l'auteur de plusieurs ouvrages faisant dialoguer l'Antiquité et l'époque actuelle.

## Biographie

### Jeunesse et formation
Après une khâgne au lycée Sainte-Marie de Neuilly, Raphaël Doan sort diplômé de l'École normale supérieure (promotion 2011, voie Lettres). Il est agrégé de lettres classiques.
Il réussit le concours de l'École nationale d'administration (2016-2018).

### Activités professionnelles
À sa sortie de l'ENA, Raphaël Doan intègre le corps des tribunaux administratifs et des cours administratives d'appel au tribunal administratif de Paris.

### Activités médiatiques
Il intervient régulièrement dans les médias. Auteur d'articles pour la revue Le Grand Continent, il publie également plusieurs tribunes dans FigaroVox ou dans Le Monde.
En janvier 2023, il fonde, aux côtés d'Arthur Chevallier et Baptiste Roger-Lacan, Vestigia, un laboratoire qui explore les possibilités offertes par les nouvelles technologies, notamment l'intelligence artificielle, pour renouveler la découverte de l’histoire.
En mai 2023, il publie aux éditions Passés Composés (groupe Humensis) Si Rome n'avait pas chuté, un ouvrage d'histoire contrefactuelle présenté comme « le premier livre d’histoire écrit et illustré avec une intelligence artificielle »,.

### Engagement politique
Élu local depuis 2020, il est adjoint au maire de la commune du Pecq (Yvelines).

## Ouvrages principaux
- Quand Rome inventait le populisme, Paris, Éditions du Cerf, 2019, 173 p. (ISBN 978-2-204-13303-6)

- Le rêve de l’assimilation :  de l’Antiquité à nos jours, Paris, Passés composés, 2021, 345 p. (ISBN 978-2-37933-650-8) Prix de la Revue des Deux Mondes 2021[11]
Prix Montaigne de Bordeaux 2022[12]

- Le siècle d’Auguste, Paris, Presses universitaires de France, coll. « Que sais-je ? », 2021, 127 p. (ISBN 978-2-7154-0546-2)

- Si Rome n’avait pas chuté, Paris, Passés composés, 2023, 207 p. (ISBN 979-10-404-0386-9)

- Faire de la France une démocratie, Paris, Passés composés, 2025 (ISBN 979-10-404-1228-1)